# Bruno Mendonça
Pour les articles homonymes, voir Mendonça.
Bruno Mendonça, né le 4 avril 1985 à Santos, est un judoka brésilien.
Il participe aux Jeux olympiques d'été de 2012 dans la catégorie moins de 73 kg et atteint le 3e tour (huitième de finale).

## Palmarès

### Jeux panaméricains
- Jeux panaméricains de 2011 à Guadalajara (Mexique)
  -  Médaille d'or dans la catégorie moins de 73 kg hommes[3]